# Paul Ifill
Paul Ifill (Brighton, Inglaterra, 20 de octubre de 1979) es un exfutbolista y actual entrenador inglés que también posee la nacionalidad barbadense. Actualmente dirige la Selección femenina de Samoa y al Wellington Olympic de la New Zealand National League.
Formado en las inferiores del Watford F. C., desempeñó gran parte de su carrera en el sistema de ligas inglés, más que nada en la segunda división. Entre 2009 y 2014 tuvo un prolífico paso por el Wellington Phoenix F. C., equipo neozelandés que compite en la A-League, y del cual él es goleador histórico. Al dejar el elenco, jugó en diversos clubes de la liga neozelandesa.

## Carrera
Ifill se desempeñó en la cantera del Watford hasta los 16 años. Desde ese momento, empezó a jugar en el Saltdean United, un club de la liga regional de Sussex, donde tuvo su debut en 1997. Luego de un año en el que marcó 5 goles en 25 partidos, fue fichado por el Millwall, por ese entonces en la tercera categoría. Luego de una serie de complicaciones físicas que pusieron en riesgo su carrera profesional, Ifill se convirtió en un titular habitual en el equipo en los Lions.
Fue así como en 2001 colaboró con sus seis goles en 35 partidos para que su equipo logrará el ascenso a segunda división. En 2004 también formó parte del plantel que alcanzó la final de la FA Cup, en la que el Manchester United ganaría 3-0.
En 2005 fue adquirido por el Sheffield United. En su primera temporada, el Sheffield obtuvo el segundo lugar en la Football League Championship y el ascenso a la Premier League. Sin embargo, Ifill solo disputó tres partidos y dejó los Blades, que más adelante descenderían, en enero de 2007. Arribó al Crystal Palace. En sus dos primeras temporadas tuvo varias lesiones y no logró jugar mucho. Aun así, en la temporada 2008/09, hizo 33 apariciones y marcó 5 tantos aunque el club no llegó a pelear el ascenso.
En 2009 firmó con el Wellington Phoenix y fue parte de dos de las más exitosas campañas del club neozelandés en la liga australiana. En la edición 2009/10 el equipo wellingotiano terminó cuarto en la fase regular y alcanzó la final preliminar en los playoffs con el aporte de Ifill que marcó en tiempo extra ante el Newcastle Jets en la victoria 3-1 del Phoenix por la semifinal.
Los Nix volvieron a alcanzar los playoffs en 2011 pero el barbadense fue parte del declive paulatino que llevó al alejamiento de Ricki Herbert como entrenador en los años subsiguientes. En 2013 sufrió una lesión en el talón de Aquiles que lo alejó de las canchas por un año y lo dejó como agente libre luego de que su contrato con el Phoenix expirara en 2014.
A principios de 2015, una vez recuperado de su lesión, firmó con el Team Wellington de la ASB Premiership. Tras perder la final del certamen, Ifill decidió retirarse previo a la participación del equipo wellingtoniano en la Liga de Campeones de la OFC. En 2016 fue nuevamente convencido por un club de la primera división neozelandesa para que abandonara su retiro; esta vez el Hawke's Bay United lo contrató cuando se disputaba la ASB Premiership 2015-16. En 2016 pasó al Tasman United, equipo recién fundado para afrontar la edición 2016-17 del torneo neozelandés.

### Clubes
| Club               | País          | Año             | Partidos | Goles |
| ------------------ | ------------- | --------------- | -------- | ----- |
| Millwall           | Inglaterra    | 1998 - 2005     | 176      | 28    |
| Sheffield United   | Inglaterra    | 2005 - 2006     | 42       | 9     |
| Crystal Palace     | Inglaterra    | 2006 - 2009     | 67       | 10    |
| Wellington Phoenix | Nueva Zelanda | 2009 - 2014     | 106      | 33    |
| Team Wellington    | Nueva Zelanda | 2015            | 8        | 0     |
| Hawke's Bay United | Nueva Zelanda | 2016            | 8        | 3     |
| Tasman United      | Nueva Zelanda | 2016 - 2018     | 32       | 20    |
| Hawke's Bay United | Nueva Zelanda | 2018 - Presente | 12       | 2     |
| Total carrera      | Total carrera | Total carrera   | 451      | 105   |

### Selección nacional
A pesar de haber nacido en Brighton, Inglaterra, Ifill es elegible para la selección de Barbados por su ascendencia paterna. Hizo su debut en la selección caribeña en un encuentro ante San Cristóbal y Nieves el 13 de junio de 2004 en un partido válido por la clasificación al Mundial de 2006 que los sancristobaleños ganaron 2-0.
Ifill marcó todos sus goles internacionales en la Copa del Caribe 2007. Primero en el empate 1-1 ante San Cristóbal y Nieves, luego por partida triple ante Anguila en la victoria barbadense 7-1, después en el partido que Barbados ganó 3-0 sobre San Vicente y las Granadinas y finalmente en el empate con Bermudas. Totalizó 10 presentaciones y seis tantos.

## Palmarés

### Distinciones individuales
| Distinción                                            | Año     |
| ----------------------------------------------------- | ------- |
| Jugador del año de los jugadores (Wellington Phoenix) | 2009/10 |
| Jugador del año de los miembros (Wellington Phoenix)  | 2009/10 |
| Equipo de la temporada (A-League)                     | 2009/10 |
| Equipo de la temporada (A-League)                     | 2011/12 |